# ريتشارد وليامز (لاعب كريكت)
ريتشارد وليامز (1957 - )  (بالإنجليزية: Richard Williams)‏ هو لاعب كريكت بريطاني. لعب مع نادي مقاطعة نورثامبتونشير للكريكت ‏.